# Pandemia de COVID-19 en Belice
El primer caso de la pandemia de COVID-19 en Belice se confirmó el 23 de marzo de 2020. Se trataba de una mujer que había regresado días antes desde Los Ángeles, Estados Unidos.
Las autoridades habían impuesto medidas preventivas como el cierre de todas sus fronteras, que se reforzaron en la isla de San Pedro a fin de evitar el contagio comunitario.
Hasta el 2 de abril de 2021 se habían registrado 12,456 casos confirmados, 12,090 recuperaciones y 317 muertes.

## Cronología

### Marzo
El primer caso del país se anunció el 23 de marzo, una mujer beliceña que regresó a San Pedro desde Los Ángeles, California. El segundo caso se anunció el 25 de marzo, había tenido contacto con el primer caso.
El tercer caso en Belice fue anunciado el 29 de marzo por un viajero que regresaba a la ciudad de Belice desde la ciudad de Nueva York.

### Abril
El quinto caso confirmado de coronavirus se confirmó en un estudiante beliceño que regresó de Florida. Actualmente se encuentra en aislamiento automático en una instalación de cuarentena y no tiene síntomas.

### Junio
El 5 de junio, se informó un nuevo caso. Fue un ciudadano beliceño que llegó a casa en un crucero con otros beliceños. Ya estaba en cuarentena cuando se informó el caso. El 6 de junio o el 7 de junio, una mujer infectada pero asintomática de 22 años fue atrapada entrando ilegalmente al país y posteriormente fue ingresada al centro de cuarentena obligatorio en Punta Gorda, junto con sus 2 compañeros de viaje que no estaban infectados.

## Respuesta del Gobierno de Belice
A la luz del anuncio de los dos primeros casos de COVID-19 en Belice, el primer ministro Dean Barrow declaró el estado de emergencia para San Pedro el 25 de marzo de 2020. Los residentes de Cayo Ambergris fueron puestos en cuarentena obligatoria. Solo se permitió a varios trabajadores resolver las luchas. "Los veredictos desprovistos serán prohibidos de irse o llegar a la isla", dijo en un momento dado. En el momento en que el Ministerio de Salud anunció que estaba rastreando a todos los que pudieron haber estado en contacto con la mujer beliceña que realizó pruebas positivas de COVID-19.
El primer ministro Dean Barrow también cerró las escuelas el 20 de marzo con una reanudación tentativa el 20 de abril a la espera de cualquier cambio en la situación. Prohibió la reunión pública de más de 25 personas e impuso restricciones fronterizas. Todos los vuelos estuvieron en tierra a partir del 23 de marzo. Solo la carga podría cruzar las fronteras y atracar por mar. A los beliceños todavía se les permitía regresar a Belice, pero a los residentes no se les permitiría abandonar el país a menos que sea una emergencia.

El 30 de marzo, se anunció un estado de emergencia en todo el país, así como un toque de queda a partir de las 8 p. m. a las 5 a. m. del 1 de abril al 30 de abril.
Inicialmente, los extranjeros que habían viajado a Europa, Hong Kong, China, Irán, Japón, Corea del Sur en los últimos 30 días no podían ingresar. Luego, Belice cerró sus puertos de entrada, excepto la frontera con México y el Aeropuerto Internacional Philip S. W. Goldson, que permanecieron abiertos según el Ministerio de Salud de Belice. Se permitió a los buques de carga utilizar todos los puertos de entrada. A principios de abril, el gobierno anunció que las fronteras se cerrarían a todos los viajeros, incluidos los nacionales de Belice, excepto en situaciones de emergencia.
El último de los 18 casos domésticos iniciales del COVID-19 se informó en Belice el 13 de abril. De ellos, 2 personas fallecieron (el 4 y 10 de abril) y el último de los 12 restantes se recuperaron antes del 5 de mayo. A través de una serie de instrumentos legales # 41 (26 de marzo) a # 65 y 66 (4 de mayo), el estado de emergencia se modificó varias veces y las restricciones comenzaron a aliviarse.

## Vacunación
El plan de vacunación de Belice consta de cinco fases agrupadas en las siguientes prioridades: (1) trabajadores sanitarios, personas mayores de 60 años, personas con capacidades diversas, miembros de la Asamblea Nacional y del Poder Judicial, (2) policía, funcionarios de aduanas, funcionarios de inmigración, trabajadores del sector turístico, profesores, trabajadores del transporte, guardias de prisiones, (3) Fuerza de Defensa de Belice, guardacostas, bomberos, trabajadores de servicios públicos, (4) todos los demás funcionarios públicos, (5) todos los adultos.
Aunque Belice comenzó su campaña de vacunación sólo seis semanas después de que se haya administrado la primera dosis en Centroamérica, Belice ocupa el cuarto lugar en el combate con vacunascontra el Covid-19 en la región. Hasta el 21 de junio de 2021, 5,11 personas por cada 100 habitantes están totalmente vacunadas. De hecho, 67.000 de las 100.800 dosis de la vacuna de AstraZeneca/Oxford que se han asignado a Belice a través del mecanismo COVAX ya habían llegado para principios de mayo de 2021. Adicionalmente, Belice ha recibido una donación de 10.000 dosis de la vacuna Sinopharm de los Emiratos Árabes Unidos.